# Quechua del Pastaza y del Tigre
Quechua del Pastaza y del Tigre.- Indijanski narodi iz grupe Kečua nastanjeni u pordučjima rijeka Tigre, Pastaza, Marañón, Huallaga i Corrientes u departmanu Loreto, točnije u provincijama Alto Amazonas (distrikti Barranca i Pastaza) i Loreto (distrikti Tigre i Trompeteros). Cijela grupa u 19 naselja 1997. broji 2,175 pripadnika u Peruu (peruanski podaci), među kojima 1,051 žena i 1,124 muškaraca.
Ekonomija Alama i Inga temelji se na hortikulturi, lovu i ribolovu. Obitelj je ekstenzivna s očuvanom starom institucijom ayllu. Uzgaja se yuca, kukuruz, banana i drugo.
Naziv Quechua del Pastaza y del Tigre obuhvaća dvije grupe Indijanaca koje govore dva narječja kečuanskog jezika to su Inga, nastanjeni u džunglama rijeke Pastaza i Huasaga, te uz jezera Anatico i Urituyacu. Njihov jezik južni pastaza quechua razlikuje se od sjevernog pastaza quechua, nazivanog i tigre quechua. Druga grupa su Alama, koji žive u na rijeci Tigre, i broje oko 2,000 u Peruu (SIL, 1976) i 4,000 u Ekvadoru (SIL, 1976), također u tropskoj šumi. 

## Vanjske poveznice
- Quechua del Pastaza y del Tigre